# Lennart Klingström
Lennart Klingström (Estocolmo, 18 de abril de 1916 – Estocolmo, 5 de julho de 1994) foi um velocista sueco na modalidade de canoagem.
Foi vencedor da medalha de ouro em K-2 1000 m em Londres 1948 junto com o seu colega de equipe Hans Berglund.